# Seznam kostelů v okrese Karviná
Seznam kostelů v okrese Karviná.

## Existující kostely
| Fotografie | Kostel                                              | Obec, část obce                        | Církev, užití   | Založení (úpravy)       | Sloh                        | Zajímavosti |
| ---------- | --------------------------------------------------- | -------------------------------------- | --------------- | ----------------------- | --------------------------- | --- |
|            | Kostel Povýšení sv. Kříže                           | Karviná - Fryštát                      | Římskokatolická | 1288                    | gotický                     | Nejstarší kostel na Těšínsku                                                                                               |
|            | Kostel sv. Marka                                    | Karviná - Fryštát                      | Římskokatolická | 1774                    | klasicistní                 | |
|            | Dům Hnutí Grálu                                     | Karviná - Mizerov                      | Hnutí Grálu     |                         |                             | |
|            | Kostel sv. Barbory                                  | Karviná - Louky                        | Římskokatolická | 2000                    |                             | Tvar slzy má symbolizovat smutek místních obyvatel nad devastací krajiny vlivem důlní těžby                                |
|            | Kostel sv. Barbory                                  | Karviná - Louky                        | odsvěcen        | 1818                    |                             | Kostel odsvěcen v roce 1995 kvůli důlním propadům v půdě                                                                   |
|            | Kostel sv. Petra z Alkantary                        | Karviná - Doly                         | Římskokatolická | 1759                    | barokní                     | Kostel je odkloněn cca 7° od své osy vlivem propadu půdy Od roku 1854 se kostel propadl o 37 metrů Známý jako Šikmý kostel |
|            | Kostel sv. Anny                                     | Havířov - Město                        | Římskokatolická | 1845 (1971)             | pozdní empír                | |
|            | Kostel sv. Markéty                                  | Havířov - Bludovice                    | Římskokatolická | 1792                    | barokní                     | |
|            | Kostel sv. Jana Bosca                               | Havířov - Šumbark                      | Římskokatolická | 2002                    |                             | |
|            | Evangelický kostel v Bludovicích                    | Havířov - Bludovice                    | SCEAV           | 1783                    | klasicistní                 | |
|            | Evangelický kostel v Prostřední Suché               | Havířov - Prostřední Suchá             | SCEAV           | 1924 (1937)             |                             | Kostel se s celým hřbitovem vlivem důlní těžby propadl o více než 17 metrů                                                 |
|            | Kostel Narození sv. Jana Křtitele                   | Havířov - Prostřední Suchá             | Římskokatolická |                         | novorománský                | |
|            | Kostel Narození Panny Marie                         | Orlová - Město                         | Římskokatolická | 1466 (17. stol.) (1905) | gotický barokní novogotický | |
|            | Evangelický kostel v Orlové                         | Orlová - Město                         | SCEAV           | 1862                    | klasicistní                 | |
|            | Kostel Panny Marie Sedmibolestné                    | Bohumín - Skřečoň                      | Římskokatolická | 1924                    | pozdní historizmus          | |
|            | Kostel Božského srdce Páně                          | Bohumín - Nový Bohumín                 | Římskokatolická | 1894                    | novogotický                 | |
|            | Kostel Narození Panny Marie                         | Bohumín - Starý Bohumín                | Římskokatolická | 1320–1400               | gotický                     | |
|            | Kostel sv. Kateřiny a sv. Jakuba Staršího           | Bohumín - Vrbice                       | Římskokatolická | 1911                    |                             | |
|            | Kostel Zmrtvýchvstání Páně                          | Český Těšín                            | LECAV           | 1928                    |                             | Původně sklad rakví, v roce 2010 církví odkoupen od města                                                                  |
|            | Kostel Božského Srdce Páně                          | Český Těšín                            | Římskokatolická | 1894                    | historizující               | |
|            | Evangelický kostel Na Rozvoji                       | Český Těšín                            | ČCE             | 1927                    |                             | |
|            | Evangelický kostel apoštolů Petra a Pavla Na Nivách | Český Těšín                            | SCEAV           | 1932                    | novogotický                 | |
|            | Husův sbor v Českém Těšíně                          | Český Těšín                            | CČSH            | 1929                    | expresionismus modernismus  | |
|            | Kostel sv. Hedviky Slezské                          | Český Těšín                            | Římskokatolická | 1893                    | novorománský                | |
|            | Kostel Prozřetelnosti Boží                          | Český Těšín - Koňákov                  | Římskokatolická | 1863                    | klasicistní                 | |
|            | Kostel sv. Vavřince                                 | Těrlicko - Horní Těrlicko              | Římskokatolická | 1891                    |                             | |
|            | Evangelický kostel v Těrlicku                       | Těrlicko - Horní Těrlicko              | SCEAV           | 1967                    | funkcionalismus modernismus | |
|            | Kostel sv. Josefa                                   | Horní Suchá                            | Římskokatolická | 1864                    |                             | |
|            | Kostel sv. Petra a Pavla                            | Albrechtice                            | Římskokatolická | 1766                    | barokní                     | |
|            | Kostel sv. Petra a Pavla                            | Albrechtice                            | Římskokatolická | 1938                    |                             | |
|            | Evangelický kostel v Albrechticích                  | Albrechtice                            | SCEAV           | 1948                    |                             | |
|            | Evangelický kostel ve Stonavě                       | Stonava                                | SCEAV           | 1938                    |                             | |
|            | Kostel sv. Máří Magdalény                           | Stonava                                | Římskokatolická | 1910                    |                             | |
|            | Kostel sv. Hedviky Slezské                          | Doubrava                               | Římskokatolická | 1896                    | novorománský                | |
|            | Husův sbor v Doubravě                               | Doubrava                               | CČSH            | 1928                    |                             | |
|            | Kostel sv. Martina                                  | Petrovice u Karviné                    | Římskokatolická | 1789                    |                             | |
|            | Kostel Nanebevstoupení Páně                         | Petrovice u Karviné - Dolní Marklovice | Římskokatolická | 1739                    |                             | |
|            | Kostel sv. Máří Magdalény                           | Dětmarovice                            | Římskokatolická | 1870                    | historizující               | |
|            | Kostel sv. Jana Křtitele                            | Dolní Lutyně                           | Římskokatolická | 1759                    | barokní                     | |
|            | Kostel sv. Jindřicha                                | Petřvald                               | Římskokatolická | 1837                    |                             | |
|            | Kostel sv. Anny                                     | Rychvald                               | Římskokatolická | 1759                    |                             | |
|            | Husův sbor v Rychvaldě                              | Rychvald                               | CČSH            | 1925                    |                             | |

## Zaniklé kostely
- Husitský kostel v Karviné - Dolech (1888 - 1962)
- Kostel Nejsvětější Trojice v Těrlicku (1772 - 1962)
- Kostel sv. Jindřicha ve Stonavě (1897 - 1960)